# Psychotria foremanii
Psychotria foremanii är en måreväxtart som beskrevs av Seymour Hans Sohmer. Psychotria foremanii ingår i släktet Psychotria och familjen måreväxter. Inga underarter finns listade i Catalogue of Life.